# Доковая камера
Доковая камера — отсек внутри корабля, который заполняется водой на определенную глубину, достаточную для того, чтобы в него могли заплывать и из него выплывать маломерные суда (катера).

## Корабли, оборудованные доковыми камерами

### ВМФ РФ
- БДК проекта 1174
- УДК проекта 23900

### ВМФ государств-членов НАТО
- Десантно-вертолетные корабли-доки класса San Giorgio (Италия)
- Десантно-вертолетные корабли-доки класса Whidbey Island (США)
- УДК типа «Тарава» (США)
- Десантные корабли-доки типа «Эшленд» (США)
- Десантно-вертолетные корабли-доки класса Rotterdam (Нидерланды)
- Десантно-вертолетные корабли-доки класса Galicia (Испания)